# Claudio Ainardi
Claudio Ainardi (né le 16 septembre 1972 à Rivoli,) est un coureur cycliste italien, principalement actif dans les années 1990.

## Biographie
Lors du Tour de Serbie 1998, il s'impose sur deux étapes et termine quatrième du classement général, tout en ayant remporté les classements par points, de la montagne et des sprints. 

## Palmarès
- 1993
  - Trofeo Sportivi Magnaghesi
  - Circuito Molinese
- 1994
  - Giro del Casentino
  - Circuit Salese
  - Florence-Viareggio
  - Milan-Rapallo
  - 3e du Gran Premio Capodarco
- 1996
  - Annemasse-Bellegarde et retour
- 1997
  - Trophée international Bastianelli
  - Circuito Isolano
  - 2e du Grand Prix San Giuseppe
  - 3e du Trofeo Franco Balestra
  - 3e du Giro del Belvedere
  - 3e du Grand Prix de la ville de Felino
- 1998
  - 4e et 6e étapes du Tour de Serbie